# Girafa în flăcări
Girafa în flăcări este o pictură în ulei suprarealistă realizată în 1937 de pictorul spaniol Salvador Dalí. Este o pictură în ulei pe panou și se află la Kunstmuseum din Basel.
Dalí a pictat Girafa în flăcări înainte de exilul său în Statele Unite, care a durat din 1940 până în 1948. Deși Dalí s-a declarat apolitic - „Eu sunt Dalí, și doar atât” - acest tablou arată lupta sa personală cu bătălia din țara sa natală. Caracteristice sunt sertarele deschise în figura feminină albastră, pe care Dalí, la o dată ulterioară, a descris-o ca fiind "Femme-coccyx". Acest fenomen poate fi urmărit până la metoda psihanalitică a lui Sigmund Freud, foarte admirat de Dalí. Acesta îl considera un pas enorm înainte pentru civilizație, după cum se arată în următorul citat: „Singura diferență între nemuritoarea Grecie și epoca noastră este Sigmund Freud, care a descoperit că trupul uman, care în timpurile grecești era pur și simplu neoplatonic, este acum plin de sertare secrete care nu pot fi deschise decât prin psihanaliză”.
Sertarele deschise ale acestei figuri feminine expresive, care se sprijină, se referă astfel la subconștientul interior al omului. În propriile cuvinte ale lui Dalí, picturile sale formează „un fel de alegorie care servește la ilustrarea unei anumite intuiții, la urmărirea numeroaselor mirosuri narcisiste care urcă din fiecare dintre sertarele noastre”.
Imaginea este plasată într-o atmosferă crepusculară, cu un cer albastru intens. În prim-plan se află două figuri feminine, una dintre ele având sertarele care se deschid din lateral ca un cufăr. Ambele au forme falice nedefinite (probabil ceasuri topite, ca imagine recurentă din lucrările anterioare ale lui Dalí) care ies din spatele lor, care sunt susținute de obiecte asemănătoare unor cârje. Mâinile, antebrațele și fața celei mai apropiate figuri sunt dezbrăcate până la țesutul muscular de sub piele. Una dintre figuri ține în mână o fâșie de carne. Atât figurile umane care se dublează ca o comodă, cât și formele asemănătoare cârjelor sunt arhetipuri comune în opera lui Dalí.
În depărtare se vede o girafă cu spatele în flăcări. Dalí a folosit pentru prima dată imaginea girafei în flăcări în filmul său din 1930, L'Âge d'Or (Vârsta de aur). Apare din nou în 1937 în tabloul Invenția monștrilor. Dalí a descris această imagine ca fiind monstrul apocaliptic cosmic masculin. El credea că este o premoniție a războiului.